# S/2015 (136472) 1
S/2015 (136472) 1, poreclit MK2 de către echipa de descoperire, este singurul satelit cunoscut al planetei pitice transneptuniene Makemake. Este estimat la 175 kilometri (110 mi) în diametru (pentru un albedo presupus de 4%) și are o semiaxă mare de cel puțin 21.000 kilometri (13.000 mi) de la Makemake. Perioada sa orbitală este de ≥ 12 zile (valorile minime sunt cele pentru o orbită circulară; excentricitatea orbitală reală este necunoscută). Observațiile care au condus la descoperirea sa au avut loc în aprilie 2015, folosind camera Wide Field 3 a telescopului spațial Hubble, iar descoperirea sa a fost anunțată pe 26 aprilie 2016. 
Makemake și Sedna sunt cele mai puțin cunoscute dintre obiectele mari trans-neptuniene. Descoperirea lui MK2 și observațiile ulterioare din 2018 vor permite determinarea masei lui Makemake, ceea ce va permite o estimare a densității și a altor caracteristici.

## Observații
O examinare preliminară a imaginilor de descoperire sugerează că MK2 are o reflectivitate similară cărbunelui, făcându-l un obiect extrem de întunecat. Acest lucru este oarecum surprinzător, deoarece Makemake este al doilea cel mai luminos obiect din centura Kuiper. O ipoteză pentru a explica acest lucru este că gravitația sa nu este suficient de puternică pentru a preveni pierderea în spațiu a gheții strălucitoare, dar volatilă, atunci când este încălzită de Soarele îndepărtat. 
Alex Parker, liderul echipei care a efectuat analiza imaginilor de descoperire de la Institutul de Cercetare de Sud-Vest, a spus că, din imaginile descoperite, orbita lui MK2 pare să fie aliniată cu marginea spre observatoarele de pe Pământ. Acest lucru l-ar face dificil de detectat, deoarece s-ar pierde în strălucirea lui Makemake în cea mai mare parte a timpului, ceea ce, împreună cu suprafața sa întunecată, ar contribui la eșecul căutărilor anterioare în a-l observa. Observațiile efectuate în 2018 și 2019 pot fi suficiente pentru a determina dacă orbita este aproape de circulară, ceea ce ar sugera că MK2 a fost format de un eveniment de impact antic, sau dacă este semnificativ eliptică, ceea ce ar sugera că a fost capturat.

## Nume
Porecla „MK2” înseamnă pur și simplu obiectul 2 în sistemul Makemake. Un nume permanent poate fi ales dintr-o figură asociată din mitologia Insulei Paștelui.